# Ademhaling (plant)
De ademhaling bij de plant is het proces van gaswisseling (vaak in de vorm van zuurstof en kooldioxide) tussen een plant en zijn directe omgeving.
Een plant kan assimileren (proces waarbij een organische verbinding wordt opgebouwd uit eenvoudigere organische verbindingen of uit anorganische stoffen) en dissimileren (processen waarbij ATP wordt gevormd door de verbranding van voedingsstoffen).
Onder invloed van het zonlicht kunnen bladeren kooldioxide (CO2) en water (H2O) omzetten in glucose (C6H12O6) en zuurstof (O2) (assimilatie of fotosynthese).
Tijdens de nacht vindt bij gebrek aan zonlicht enkel het omgekeerde plaats (dissimilatie of ademhaling). Hier wordt glucose dankzij zuurstofgas omgezet in koolstofdioxide en waterdamp. Deze dissimilatie vindt overdag ook plaats, maar dan is de aanmaak van zuurstof door assimilatie groter dan de opname van zuurstof voor dissimilatie.
Ademhaling is een essentieel levensproces in planten. Het is noodzakelijk voor de synthese van essentiële metabolieten, waaronder koolhydraten, aminozuren en vetzuren, alsook voor het transport van mineralen en andere opgeloste stoffen tussen verschillende cellen.
Gasuitwisseling vindt in de bladeren plaats via de huidmondjes die in contact staan met de holtes van het sponsparenchym van het blad. Bij de stengels en wortels gebeurt dit door lenticellen. Soms komen in de stengels en wortels ook holten voor, die de gasuitwisseling bevorderen.
Indien de gasuitwisseling wordt belemmerd is er sprake van verstikking, bijvoorbeeld bij bedekking van blad met een dikke laag stof.